# Pumari Chhish
Pumari Chhish, Pumarikish lub Peak 11 – jeden ze szczytów grupy Hispar Muztagh w Karakorum. Leży w północnym Pakistanie, ok. 4 km na wschód od Kunyang Chhish. Jest to 53 szczyt Ziemi.
Odnotowano tylko jedno udane wejście, pierwsze i jak dotąd ostatnie, w 1979 r., autorami byli S. Chiba, K. Minami, M. Ohashi i H. Yokoyama, członkowie japońskiej ekspedycji.
Na południowy wschód od szczytu leży jego niższa kulminacja Pumari Chhish South o wysokości 7350 m. Pierwszego wejścia na niższy szczyt dokonali Yannick Graziani i Christian Trommsdorff 12 czerwca 2007 r.